# Petit paó de nit
El petit paó de nit (Saturnia pavonia) és una espècie de lepidòpter ditrisi de la família dels satúrnids (Saturniidae) pròpia d'Euràsia, incloent-hi els Països Catalans.

## Morfologia

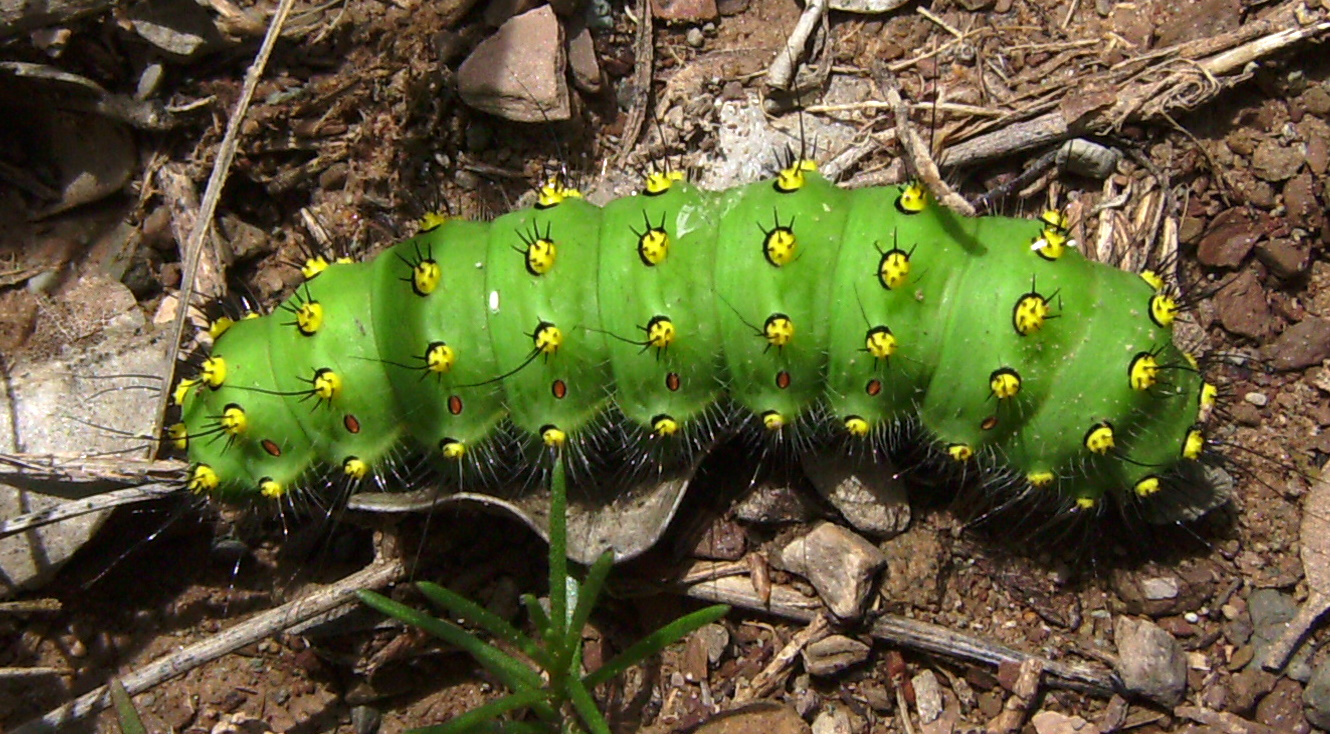
Eruga de Pavonia pavonia, en un primer estadi, a Castelltallat

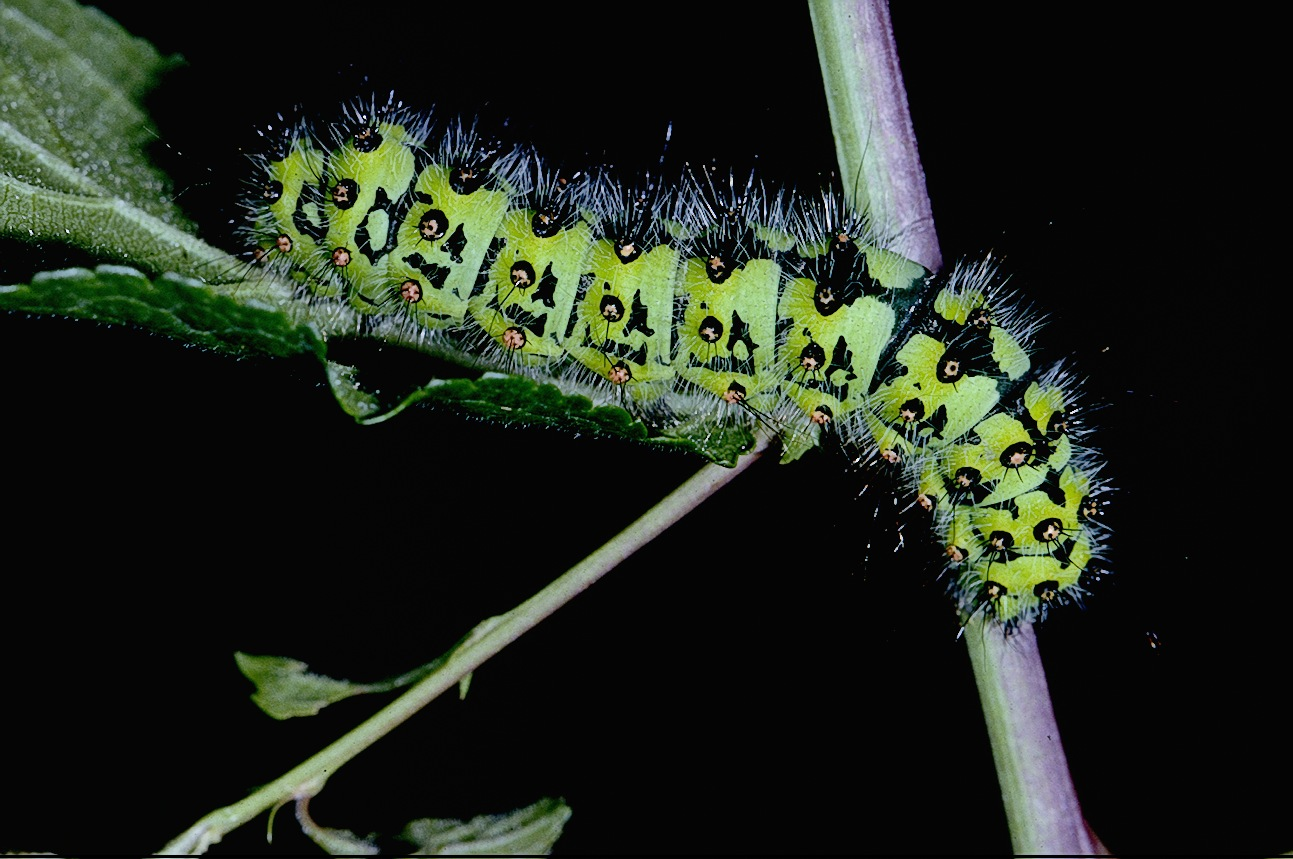
Eruga del petit paó de nit en un estadi més avançat

És una papallona amb un cos robust i d'aspecte pelut que pot fer fins a uns 8 cm d'envergadura. Els mascles duen antenes que semblen plomes, mentre que les femelles les tenen més fines.
Les ales són de tons marronosos amb dibuixos i zones més fosques i marges clars i blanquinosos. Tot i que el disseny és molt similar al del gran paó de nit, els colors de les ales del petit paó de nit són més vius, amb zones de color taronja i qualque taca vermella. Les femelles tenen, generalment, tons més clars i blanquinosos. Els petits paons de nit duen uns ocels al centre de cada ala que semblen ulls. El nom d'aquestes papallones es deriva d'aquests ocels que hom diu que semblen els de la cua del paó.
Les erugues del petit paó de nit viuen de les fulles d'una gran varietat de plantes i arbres. Són de color verd amb franges negres, berrugues i punxes. La crisàlide es troba envoltada per un capoll sedós.

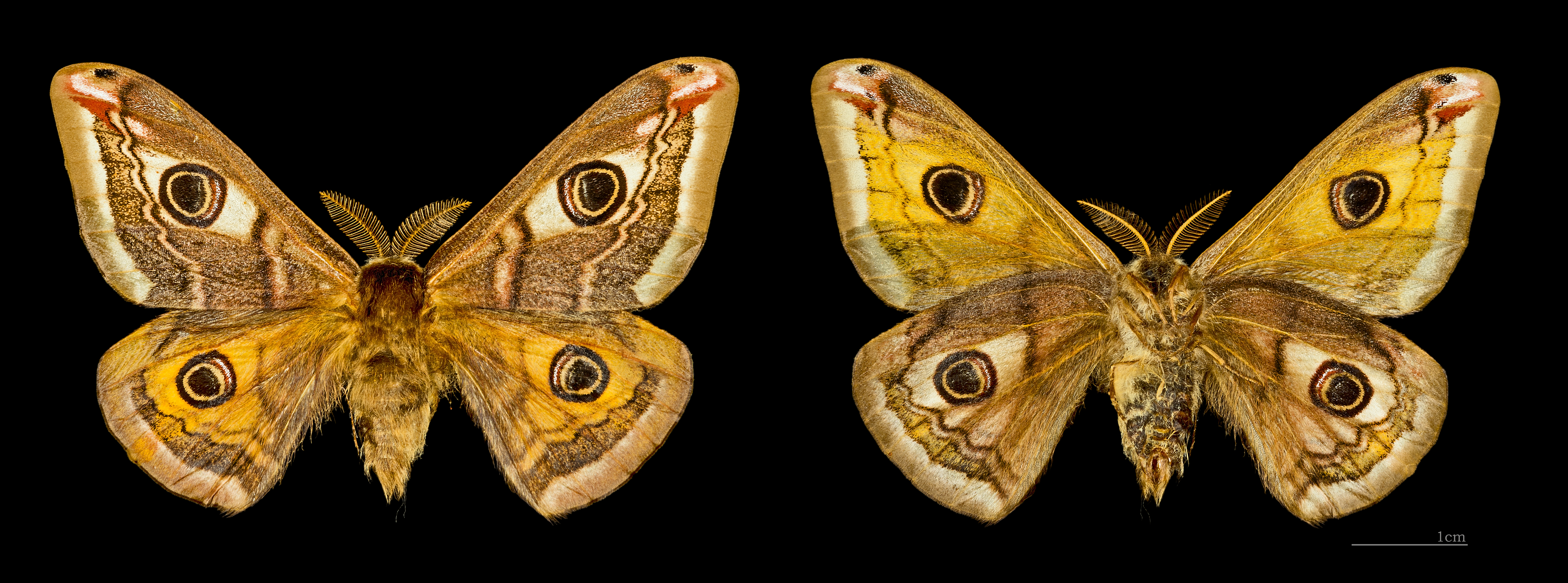
♂
♀
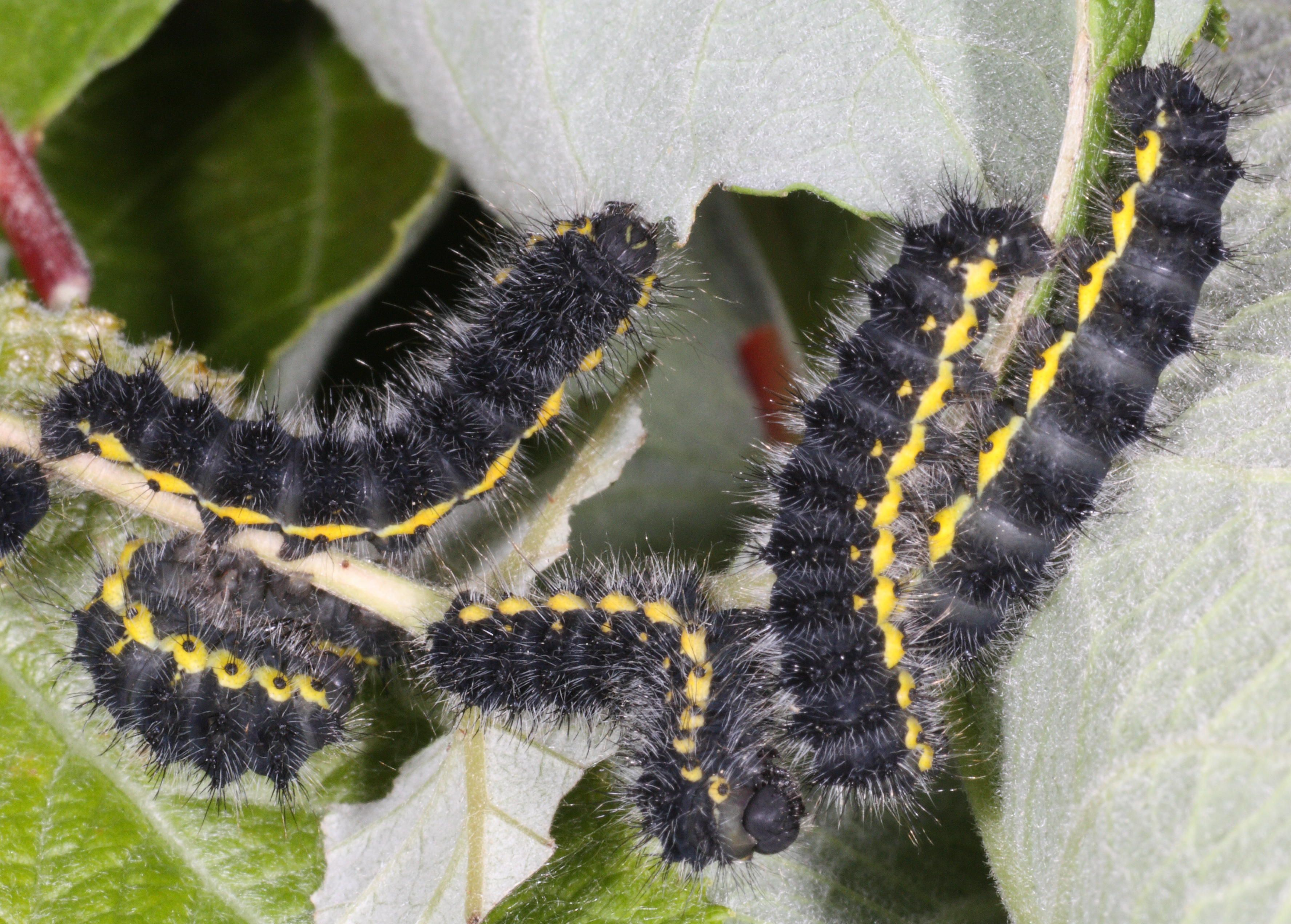
Larva jove

## Distribució i hàbitat

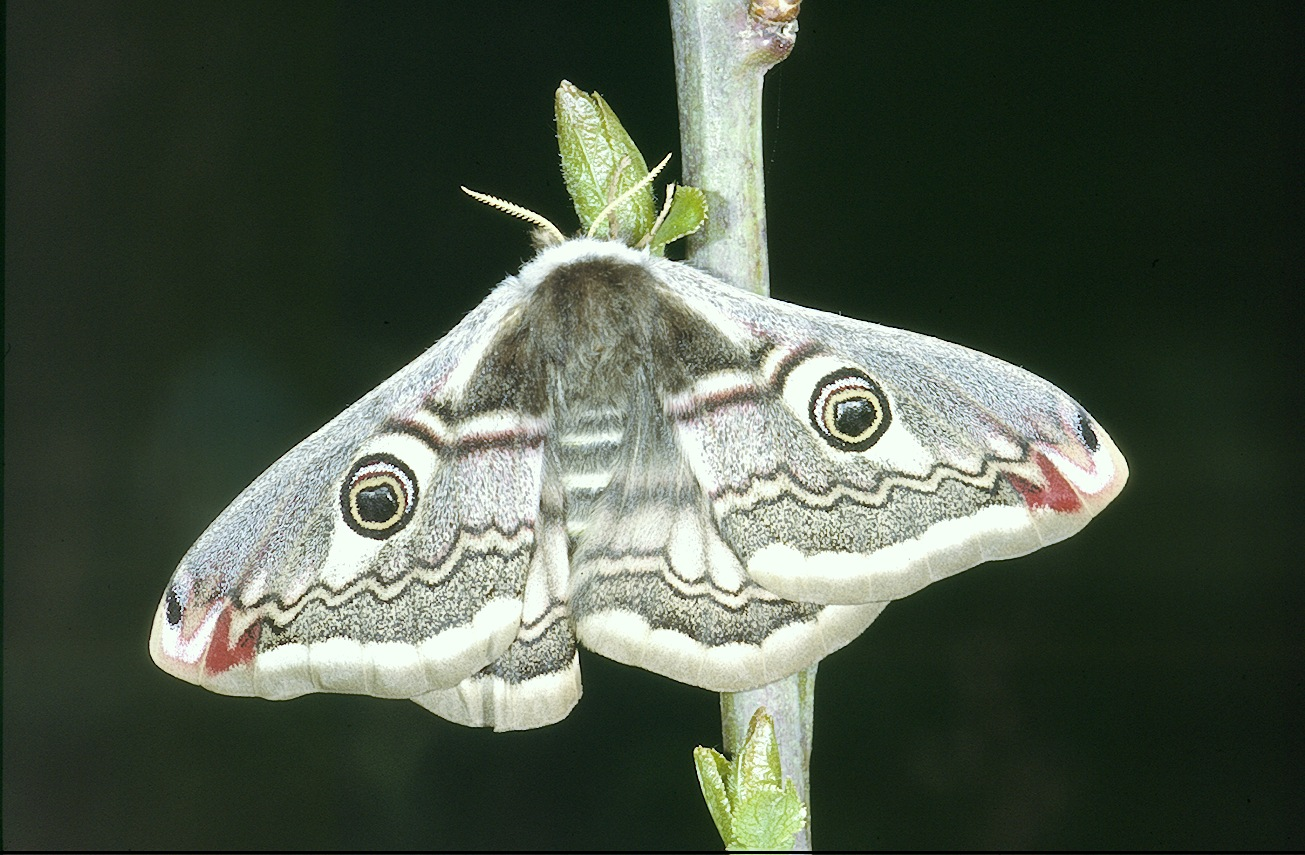
Femella del petit paó de nit

Aquesta papallona té una distribució molt ampla. Es troba a totes les zones temperades d'Euràsia, des de Normandia fins a la conca del riu Amur. A Catalunya es troba sobretot a la zona occidental dels Pirineus, especialment a la Vall d'Aran i el Pallars. Hi han poblacions aïllades que es troben més al sud.
Els adults del petit paó de nit volen de finals de març fins al setembre. El seu hàbitat són camps i boscos esclarissats fins als 2.000 m.
Les papallones adultes viuen a camps i erms. Les llums dels fanals atreuen i desorienten aquestes papallones durant la nit. Els adults són incapaços d'alimentar-se i pocs dies després moren, fet que obliga a una ràpida reproducció i agreuja el problema de la contaminació lumínica.